# Jeřišno
Jeřišno (en allemand : Jerschischno) est une commune du district de Havlíčkův Brod, dans la région de Vysočina, en République tchèque. Sa population s'élevait à 273 habitants en 2020.

## Géographie
Jeřišno se trouve à 9 km au nord-nord-ouest de Chotěboř, à 22 km au nord-nord-est de Havlíčkův Brod, à 45 km au nord de Jihlava et à 92 km à l'est-sud-est de Prague.
La commune est limitée par Běstvina et Seč au nord, par Klokočov et Rušinov à l'est, par Čečkovice, Víska et Uhelná Příbram au sud, et par Borek à l'ouest.

## Histoire
La première mention écrite de la localité date de 1406.

## Administration
La commune se compose de cinq quartiers :
- Jeřišno
- Heřmaň
- Chuchel
- Podhořice
- Vestecká Lhotka